# Rainbow (album av Mariah Carey)
Rainbow är Mariah Careys sjunde studioalbum, utgivet 1999. Albumet innehåller hitarna "Heartbreaker", "Thank God I Found You" och "Against All Odds (Take a Look at Me Now)".

## Låtlista
| Nr  | Titel                                                              | Producenter                             | Längd |
| --- | ------------------------------------------------------------------ | --------------------------------------- | ----- |
| 1.  | Heartbreaker (Featuring Jay-Z)                                     | Carey DJ Clue                           | 4:46  |
| 2.  | Can't Take That Away (Mariah's Theme)                              | Carey Jimmy Jam och Terry Lewis         | 4:33  |
| 3.  | Bliss                                                              | Carey Jimmy Jam och Terry Lewis         | 5:44  |
| 4.  | How Much (Featuring Usher & Jermaine Dupri)                        | Carey Cox Dupri                         | 3:31  |
| 5.  | After Tonight                                                      | Carey Foster                            | 4:16  |
| 6.  | X-Girlfriend                                                       | Carey She'kspere                        | 3:58  |
| 7.  | Heartbreaker (Remix) (Featuring Da Brat, Missy Elliott & DJ Clue?) | Carey DJ Clue                           | 4:32  |
| 8.  | Vulnerability (Interlude)                                          | Carey                                   | 1:12  |
| 9.  | Against All Odds (Take a Look at Me Now)                           | Carey Jimmy Jam och Terry Lewis         | 3:25  |
| 10. | Crybaby (Featuring Snoop Dogg)                                     | Carey Damizza                           | 5:20  |
| 11. | Did I Do That? (Featuring Mystikal & Master P)                     | Carey Waples                            | 4:16  |
| 12. | Petals                                                             | Carey Jimmy Jam och Terry Lewis Big Jim | 4:23  |
| 13. | Rainbow (Interlude)                                                | Carey Lewis                             | 1:32  |
| 14. | Thank God I Found You (Featuring Joe & 98 Degrees)                 | Carey Lewis                             | 4:17  |